# Geum radiatum
Geum radiatum är en rosväxtart som beskrevs av André Michaux. Geum radiatum ingår i släktet nejlikrotsläktet, och familjen rosväxter. Inga underarter finns listade i Catalogue of Life.

## Bildgalleri

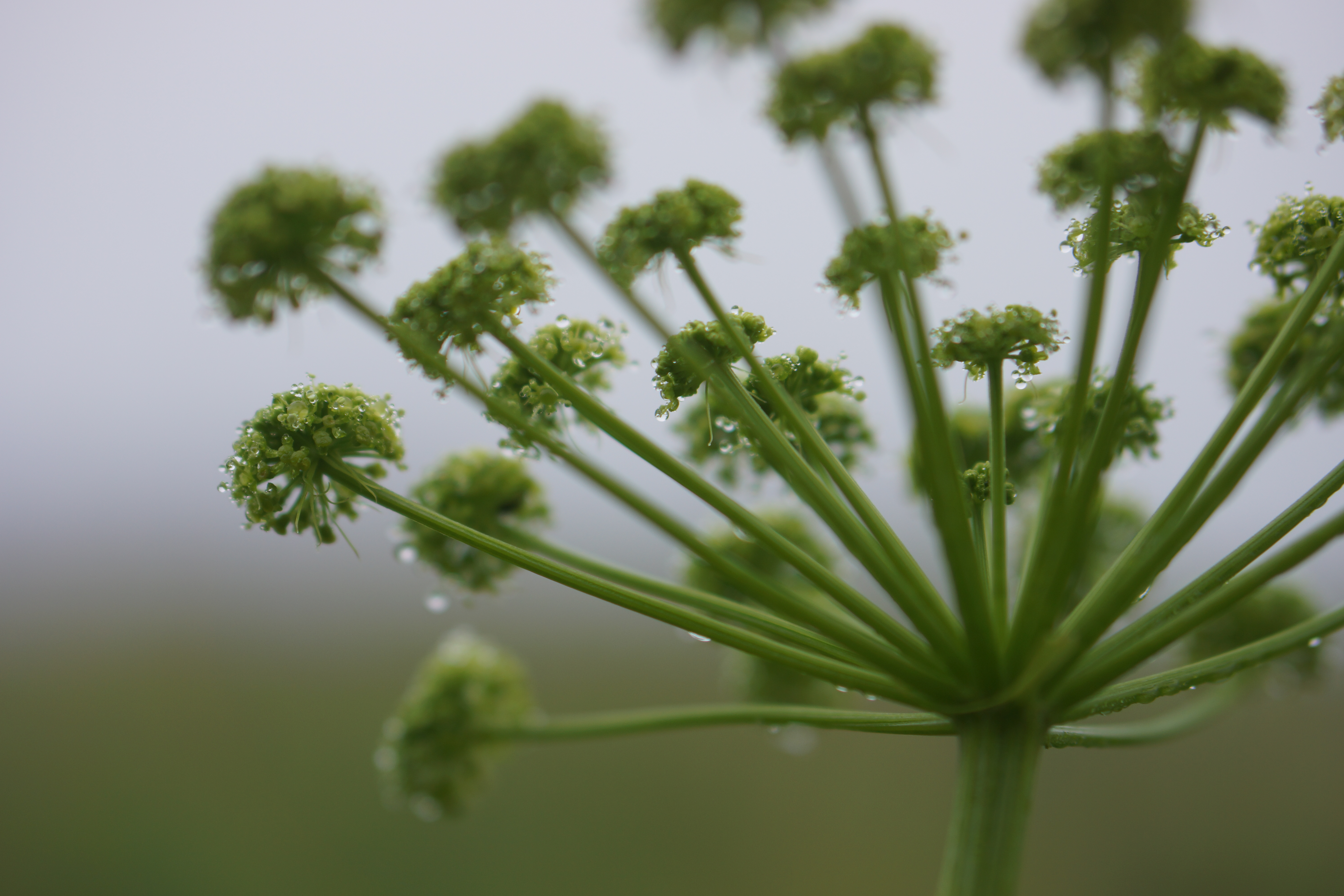
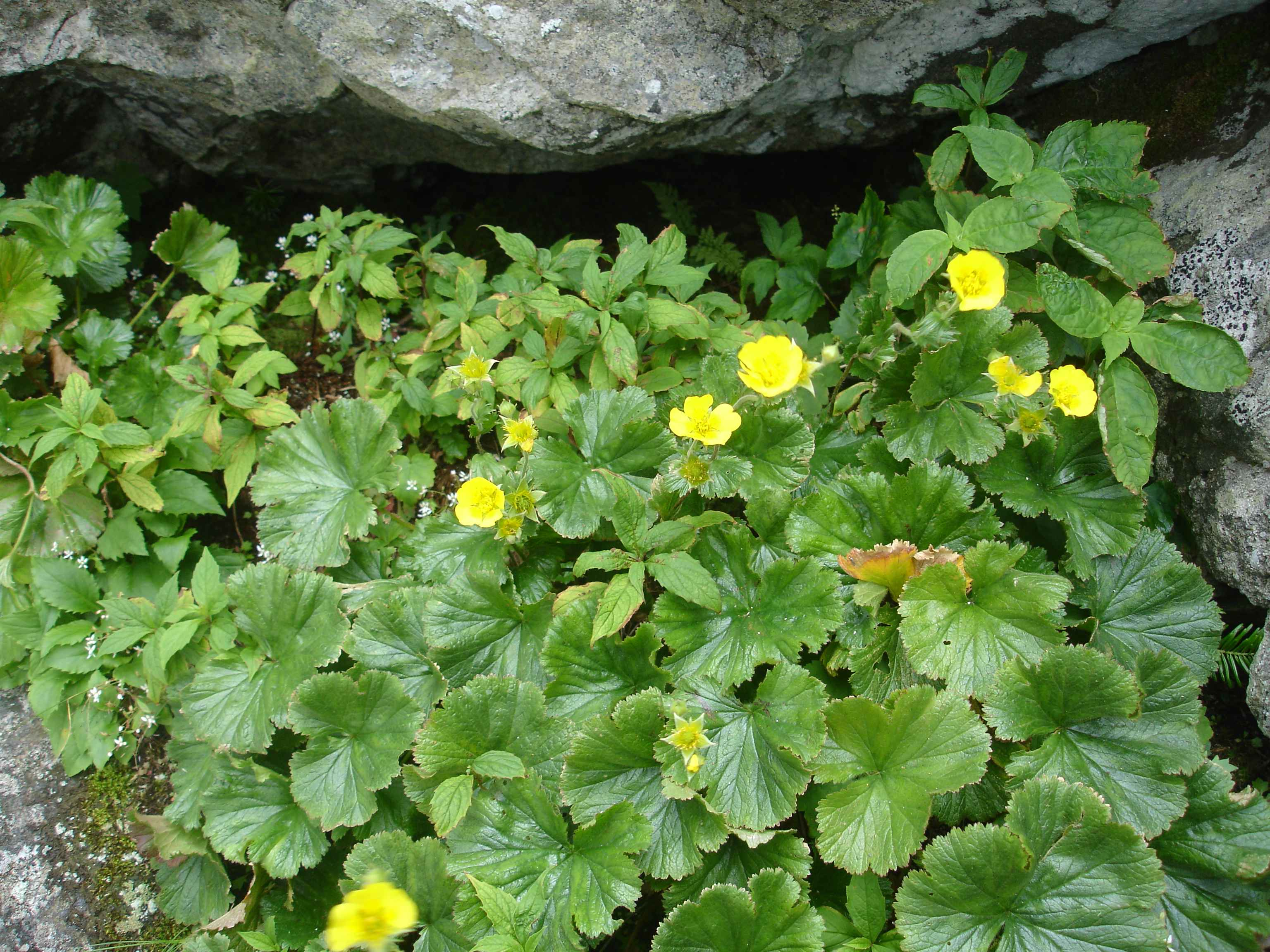
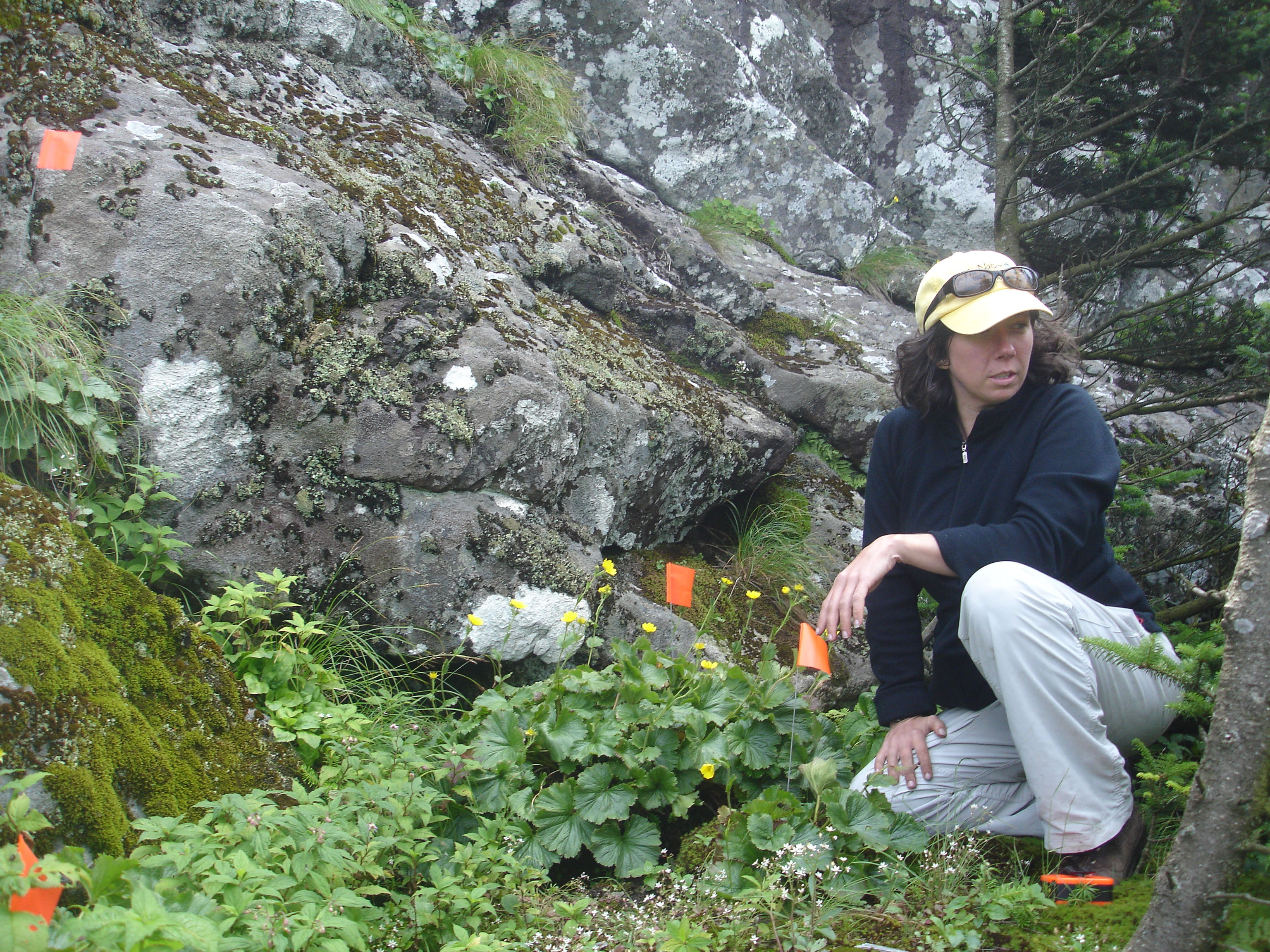
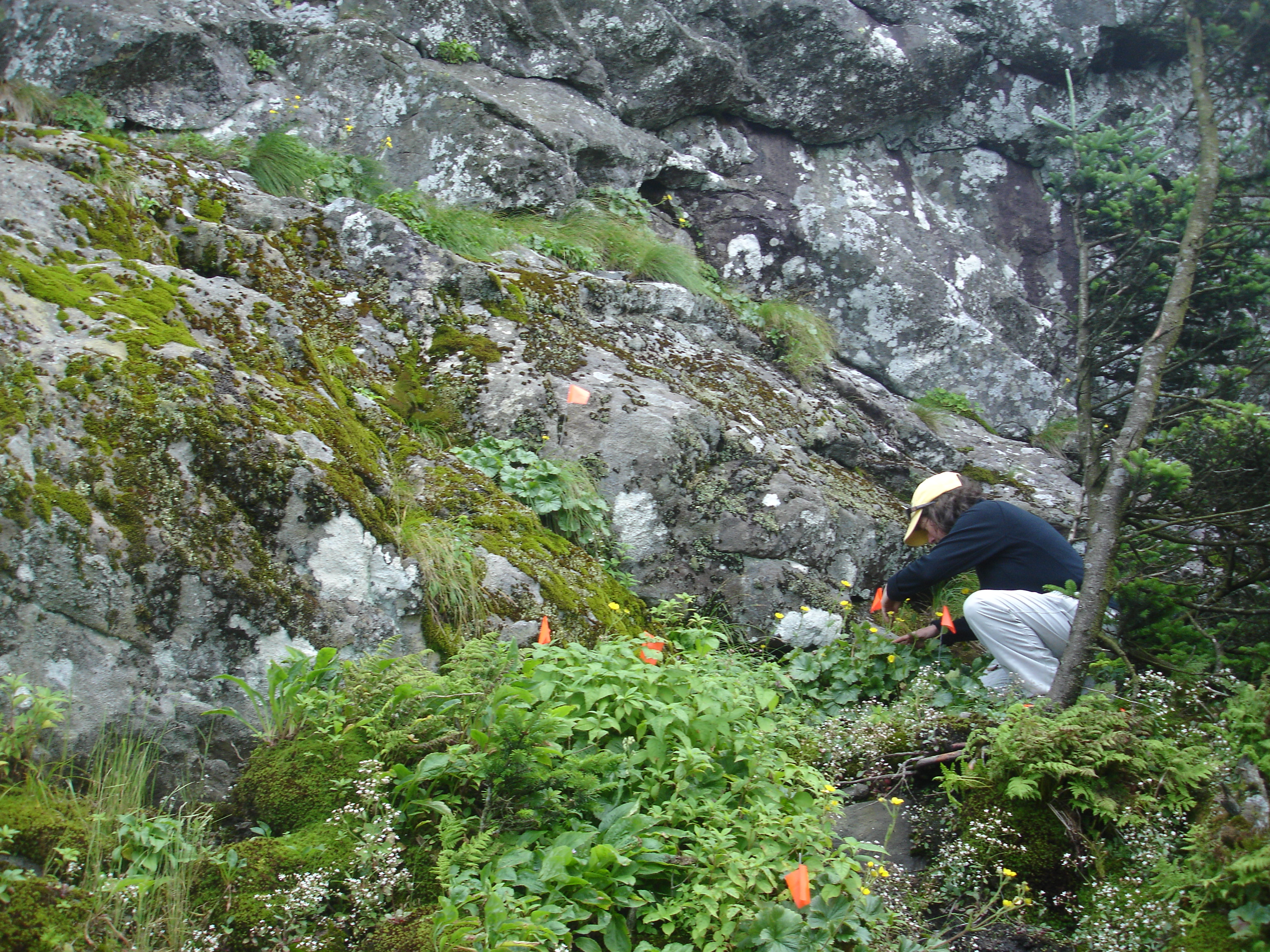
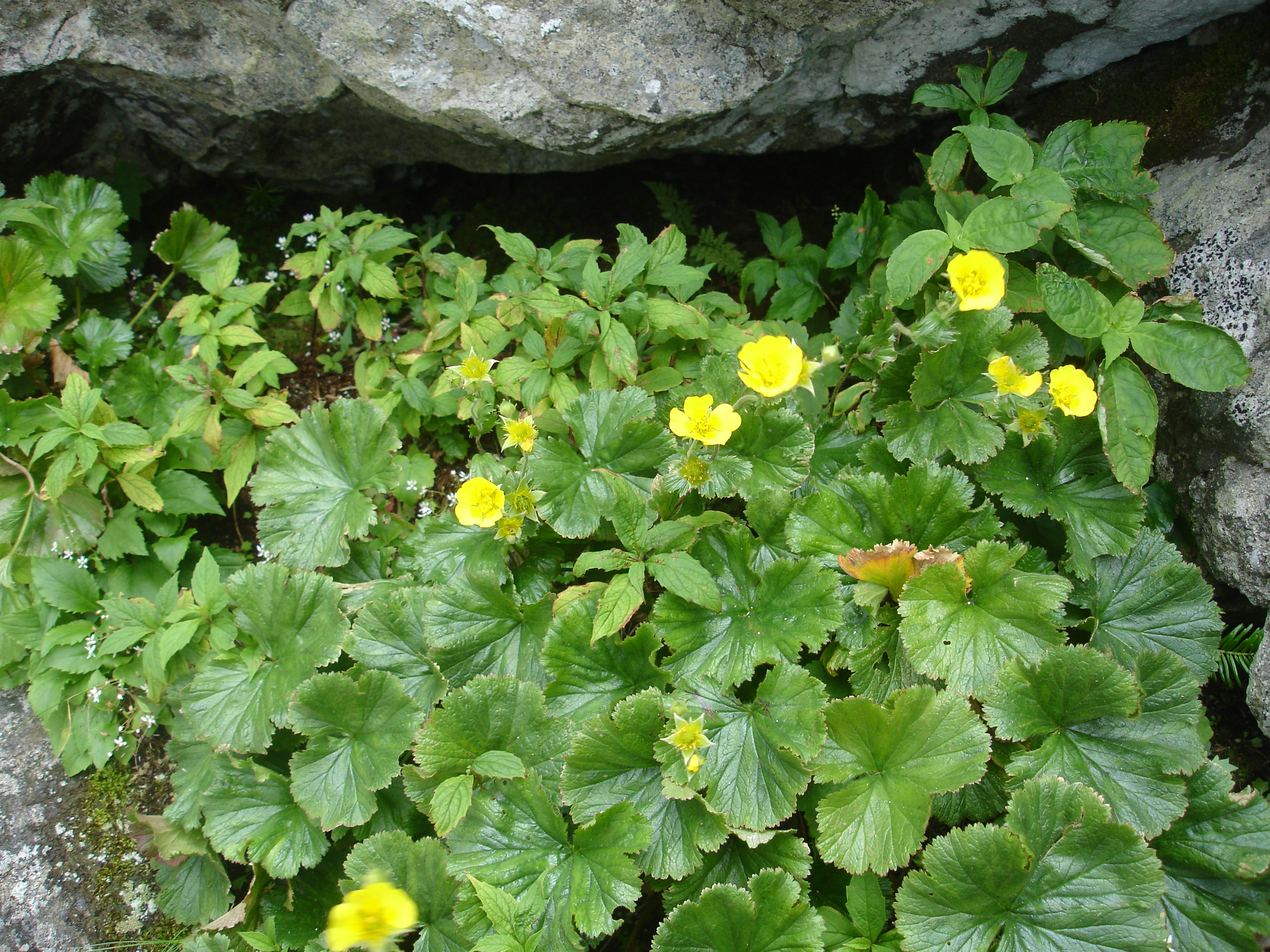
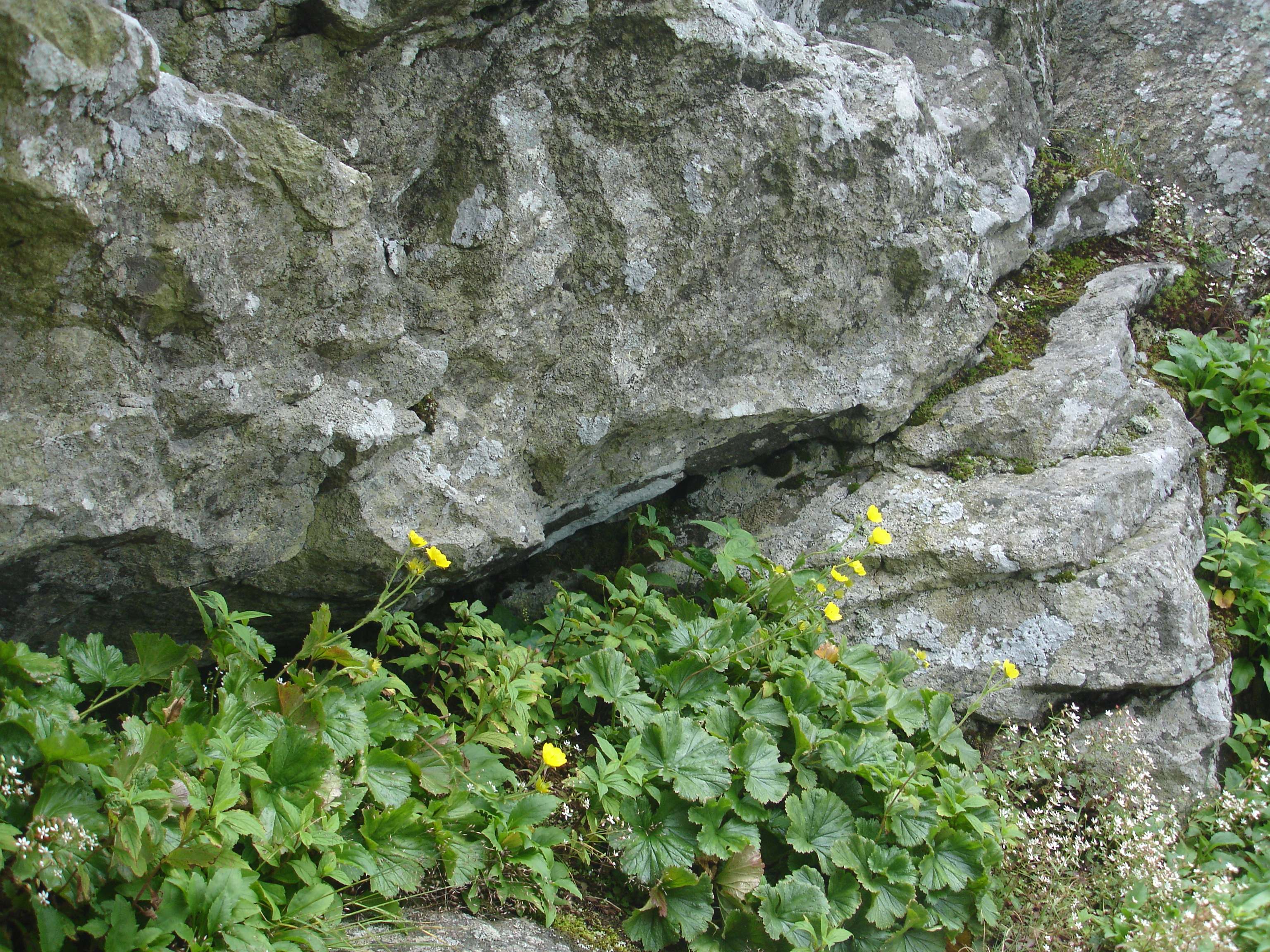